# Bertrand Russell
Bertrand Arthur William Russell, 3.º Conde Russell OM FRS (Trelleck, País de Gales, 18 de maio de 1872 — Penrhyndeudraeth, País de Gales, 2 de fevereiro de 1970) foi um dos mais influentes matemáticos, filósofos, ensaístas, historiadores e lógicos que viveram no século XX. Em vários momentos ele se considerou um liberal, um socialista e um pacifista, mas também admitiu que nunca foi nenhuma dessas coisas em um sentido profundo. Sendo um popularizador da filosofia, Russell foi respeitado por inúmeras pessoas como uma espécie de profeta da vida racional e da criatividade. A sua postura em vários temas foi controversa. Russell nasceu em 1872, no auge do poderio económico e político do Reino Unido, e morreu em 1970, vítima de uma gripe, quando o império se tinha desmoronado e o seu poder drenado em duas guerras vitoriosas mas debilitantes.
Russell foi um pacifista e defendia o anti-imperialismo. Inicialmente, ele defendeu a guerra nuclear preventiva. Ele foi para a prisão por seu pacifismo durante a Primeira Guerra Mundial. Mais tarde, Russell concluiu que a guerra contra Adolf Hitler era uma condição necessária, o 'menor de dois males' e também criticou o totalitarismo stalinista e condenou o envolvimento dos Estados Unidos na Guerra do Vietnã.
Recebeu o Nobel de Literatura de 1950, "em reconhecimento dos seus variados e significativos escritos, nos quais ele lutou por ideais humanitários e pela liberdade do pensamento".

## Biografia
Bertrand Russell pertenceu a uma família aristocrática inglesa. Seu avô paterno, Lord John Russell tinha sido primeiro-ministro nos anos 1840 e era ele próprio o segundo filho do sexto duque de Bedford, de uma família whig (partido liberal, que no século XIX foi muito influente e alternava no poder com os conservadores - "tories"). Os seus pais eram extremamente radicais para o seu tempo. O seu pai, o visconde de Amberley, que faleceu quando Bertrand tinha 4 anos, era um ateísta que aceitou o romance de sua mulher com o tutor de suas crianças. Sua mãe, viscondessa Amberley (que faleceu quando Bertrand tinha 2 anos) pertencia a uma família aristocrática: era irmã de Rosalinda, condessa de Carlisle. O padrinho de Bertrand foi o filósofo utilitarista John Stuart Mill.

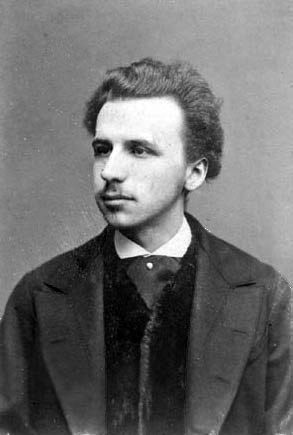
Visconde de Amberley, pai de Bertrand Russell

Apesar dessa origem algo excêntrica, a infância de Russell leva um rumo relativamente convencional. Após a morte de seus pais, Russell e o seu irmão mais velho Frank (o futuro segundo conde) foram educados pelos avós, bem no espírito vitoriano - o conde Lord John Russell e a condessa Russell, sua segunda mulher, Lady Frances Elliott. Com a perspectiva do casamento, Russell despede-se definitivamente das expectativas dos seus avós.
Russell conheceu, inicialmente, a Quaker norte-americana Alys Pearsall Smith quando tinha 17 anos de idade. Apaixonou-se pela sua personalidade puritana e inteligente, ligada a vários activistas educacionais e religiosos. Eles se casaram em Dezembro de 1894 e se separaram em 1911. Russell nunca tinha sido fiel; teve vários casos com, entre outras, Lady Ottoline Morrell (meia-irmã do sexto duque de Portland) e a actriz Lady Constance Malleson.
Russell iniciou seus estudos de filosofia na Universidade de Cambridge, em 1890. Tornou-se membro (fellow) do Trinity College em 1908. Pacifista, e recusando alistar-se durante a Primeira Guerra Mundial, perdeu a cátedra do Trinity College e esteve preso durante seis meses. Nesse período, escreveu a Introdução à Filosofia da Matemática. Em 1920, Russell viajou até à Rússia, tendo posteriormente sido professor de filosofia em Pequim por um ano.
Em 1921, após a perda do professorado, divorciou-se de Alys e casou com Dora Russell, nascida Dora Black. Os seus filhos foram John Conrad Russell (que sucedeu brevemente ao seu pai como o quarto duque Russell) e Lady Katherine Russell, agora Lady Katherine Tait). Russell financiou-se durante esse tempo com a escrita de livros populares explicando matérias de Física, Ética e Educação para os leigos. Conjuntamente com Dora, fundou a escola experimental de Beacon Hill em 1927.
Com a morte do seu irmão mais velho em 1931, Russell tornou-se o terceiro conde Russell. Foi, no entanto, muito raro que alguém se lhe tenha referido por este nome.
Após o fim do casamento com Dora e o adultério dela com um jornalista norte-americano, em 1936, ele casou pela terceira vez com uma estudante de Oxford, Patricia ("Peter") Spence, que tinha sido a governanta de suas crianças no verão de 1930. Russell e Peter tiveram um filho, Conrad.
Na primavera de 1939, Russell foi viver nos Estados Unidos, em Santa Barbara, para ensinar na Universidade da Califórnia, em Los Angeles. Foi nomeado professor no City College de Nova Iorque pouco tempo depois, mas depois de controvérsia pública, a sua nomeação foi anulada por tribunal: as suas opiniões secularistas, como as encontradas em seu livro Marriage and Morals, tornaram-no "moralmente impróprio" para o ensino no college. Seu livro "Why I Am Not a Christian" que foi uma pronunciação realizada nos anos 20 na seção sul da National Secular Society de Londres e o ensaio "Aquilo em que Creio" foram outros textos que causaram a confusão. (Existe uma pequena história da crise gerada pelo impedimento de Russell de lecionar no City College na introdução da edição brasileira da coletânea ensaios de Russell chamada: "Por que não sou cristão: e outros ensaios sobre religião e assuntos correlatos"). Regressou à Grã-Bretanha em 1944, tendo voltado a integrar a faculdade do Trinity College.
Em 1952, Russell divorciou-se de Patrícia e casou-se, pela quarta vez, com Edith (Finch). Eles conheciam-se desde 1925. Ela tinha ensinado inglês no Bryn Mawr College, perto de Filadélfia, nos Estados Unidos.
Em 1955 redigiu, com apoio de Albert Einstein, o Manifesto Russell-Einstein, alertando sobre os perigos da proliferação de armas de destruição em massa. Dois anos depois, em parceria com Józef Rotblat, fundou o movimento Pugwash que luta contra a proliferação de armas nucleares (ver Conferências Pugwash sobre Ciência e Negócios Mundiais). Em 1962, já com noventa anos, mediou o conflito dos mísseis de Cuba para evitar que se desencadeasse um ataque militar.
Bertrand Russell escreveu a sua autobiografia em três volumes nos finais dos anos 60 e faleceu em 1970 no País de Gales. As suas cinzas foram dispersas sobre as montanhas galesas.
Foi sucedido nos seus títulos pelo seu filho do segundo casamento com Dora Russell Black, e, posteriormente, pelo seu filho mais novo (do seu casamento com Peter). Seu filho mais novo, Conrad (nome dado em homenagem ao seu amigo, Joseph Conrad), quinto duque Russell, é um membro da Câmara dos Lordes e um respeitado académico britânico.

## Ideias filosóficas
Durante sua longa vida, Russell elaborou algumas das mais influentes teses filosóficas do século XX, e, com elas, ajudou a fomentar uma das suas tradições filosóficas, a assim chamada Filosofia Analítica. Dentre essas teses, destacam-se a tese logicista, ou da lógica simbólica, de fundamentação da Matemática. Segundo Russell, todas as verdades matemáticas - e não apenas as da aritmética, como pensava Gottlob Frege - poderiam ser deduzidas a partir de umas poucas verdades lógicas, e todos os conceitos matemáticos reduzidos a uns poucos conceitos lógicos primitivos.
Um dos elementos impulsionadores desse projeto foi a descoberta, em 1901, de um paradoxo no sistema lógico de Frege: o chamado paradoxo de Russell. A solução de Russell - para esse e outros paradoxos - foi a teoria dos tipos (inicialmente, a teoria simples dos tipos; posteriormente, a teoria ramificada dos tipos), um dos pilares do seu logicismo. Trata-se, segundo Russell, de se imporem certas restrições à suposição de que qualquer propriedade que pode ser predicada de uma entidade de um tipo lógico possa ser predicada com significado de qualquer entidade de outro ou do mesmo tipo lógico. O tipo de uma propriedade deve ser de uma ordem superior ao tipo de qualquer entidade da qual a propriedade possa com significado ser predicada.
Como outro pilar desse projeto, Russell concebeu a teoria das descrições definidas, apresentada em franca oposição a algumas de suas antigas ideias - em especial, as contidas em sua teoria do significado e da denotação defendida no seu livro The Principles of Mathematics - e à teoria do sentido e referência de Frege. Para Russell, a análise lógica precisa de frases declarativas contendo descrições definidas - expressões como p.ex. "o número primo par", "o atual rei da França", etc. - deve deixar clara que, contrariamente às aparências, essas frases não expressam proposições singulares - algumas vezes denominadas proposições russellianas -, mas proposições gerais. p.ex., a frase
(1) O número primo par é maior do que 1,
embora superficialmente tenha a mesma estrutura da frase
(2) Isto é vermelho,
ou seja, aparente como (2) representar uma proposição singular, realmente representa uma proposição geral. Para Russell, (1) analisa-se assim:
(1') Existe pelo menos um número primo par, e existe no máximo um número primo par, e ele é maior do que 1.
Assim, tal análise deixaria transparente que descrições definidas funcionam logicamente como quantificadores. Contrariamente à sua antiga teoria do significado e da denotação -- e à teoria do sentido e referência de Frege --, a teoria das descrições definidas de Russell não associa às descrições definidas significado e denotação -- sentido e referência. Segundo Russell, tais expressões desempenham um papel semântico bastante diferente, qual seja, o de denotar (quando existe o objeto descrito pela descrição definida). Por outro lado, as expressões que desempenhariam o papel de referirem-se diretamente aos objetos seriam "nomes em sentido lógico" (nomes logicamente próprios), como chamou Russell. Um dos seus exemplos preferidos de nomes logicamente próprios são os pronomes demonstrativos: "isto", "este", etc.
Russell também estendeu a sua análise de frases contendo descrições definidas para frases contendo nomes próprios ordinários. Segundo ele, nomes próprios ordinários seriam, de fato, abreviações de descrições definidas que porventura se têm em mente quando se usam tais nomes. P.ex., "Aristóteles" poderia ser uma abreviação de uma descrição como "o maior discípulo de Platão". (Tal concepção a respeito de nomes próprios ordinários -- uma forma de descritivismo -- foi um dos alvos de Saul Kripke em Naming and Necessity, que ali defendeu uma forma de millianismo.)
Em estreita harmonia com essas teses lógico-semânticas, Russell desenvolveu algumas teses de teoria do conhecimento, em particular, a distinção entre conhecimento direto (by acquaintance) e conhecimento por descrição. Assim, o conhecimento que se tem de uma mancha vermelha numa parede, para Russell, poderia ser expresso numa frase como (2); por outro lado, o conhecimento que se tem dos números e de suas relações, p.ex., que 2 é maior do que 1, envolveria conceitos lógicos, e não o conhecimento direto dos números. Russell formulou a relação entre essas duas formas de conhecimento no seguinte princípio: todo o conhecimento envolve a relação direta do sujeito cognoscente com algum objeto (a relação de conhecer diretamente ou, conversamente, de apresentação de um objeto a um sujeito cognoscente), mesmo que esse conhecimento seja conhecimento por descrição de outro objeto.
Da volumosa obra de Russell, destacam-se o seu livro de 1903, The Principles of Mathematics (que consiste numa apresentação informal do projeto logicista de Russell); o clássico ensaio de 1905 On Denoting (em que Russell apresenta pela primeira vez ao público sua teoria das descrições definidas), considerado um dos paradigmas da história da filosofia; o livro em três volumes, em co-autoria com Alfred North Whitehead, publicados entre 1910 e 1913, intitulado Principia Mathematica (a segunda edição, de 1925, contem importantes modificações no projeto logicista de Russell-Whitehead); o seu artigo de 1910-11,"Knowledge by Acquaintance and Knowledge by Description"; e as conferências proferidas no inverno de 1917-18, reunidas sob o título The Philosophy of Logical Atomism.
“Man is part of Nature, not something contrasted with Nature” (Bertrand Russel, 1925. What I Believe)
A ética ecocêntrica coloca a natureza como tema central do planeta e o homem como parte dela. Esta concepção se contrapõe à ética antropocêntrica, adotada pela cultura tradicional europeia, que considera o homem como o centro e senhor do universo e a natureza como subordinada aos seus interesses. A visão ecocêntrica parte de dois princípios: em primeiro lugar, considera que todos os seres que compõem a natureza, da mesma forma que o homem tem direito à vida; segundo, que é impossível preservar o homem se a natureza for destruída. Quer dizer: estamos todos em um mesmo barco. Ou nos salvamos todos ou não se salva ninguém. Além disso, a ética ecocêntrica responsabiliza o homem pela salvação de todos, pois ele é o único que tem consciência do que está acontecendo e é o que mais destrói.

## Causas políticas
Russell passou os anos 1950 e 1960 envolvido em várias causas políticas, principalmente relacionadas com o desarmamento nuclear e a oposição à Guerra do Vietnã. O Manifesto Russell-Einstein de 1955 foi um documento pedindo o desarmamento nuclear assinado por 11 dos físicos nucleares mais proeminentes e intelectuais da época. Ele escreveu muitas cartas aos líderes mundiais durante este período, e esteve em contato com Lionel Rogosin enquanto o último estava filmando seu filme antiguerra Good Times, Wonderful Times, em 1960. Tornou-se um herói para muitos dos membros da juventude da New Left. No início de 1963, em particular, Russell tornou-se cada vez mais crítico quanto à desaprovação do que ele sentia serem políticas quase genocidas do governo dos EUA no Vietnã do Sul. Em 1963, Russell tornou-se o primeiro destinatário do Jerusalem Prize, um prêmio para os escritores preocupados com a liberdade do indivíduo na sociedade. Em outubro de 1965, ele rasgou o cartão do Partido Trabalhista Inglês (Labour Party), porque suspeitava que o partido iria enviar soldados para apoiar os EUA na Guerra do Vietnã. Ao longo de sua vida Russell escreveu diversos livros e ensaios criticando e propondo novas soluções para a sociedade em diferentes momentos, desde a virada do século XIX até boa parte do século XX. Em Roads to Freedom: Socialism, Anarchism, and Syndicalism, o autor sugere um modelo de socialismo de guildas - alternativo ao socialismo soviético -, baseando-se em críticas ao próprio socialismo, bem como ao anarquismo e ao sindicalismo.[carece de fontes?]

## Visão sobre a sociedade
A visão de Bertrand Russell sobre a sociedade tratou de diversos aspectos ligados a política, economia, direitos humanos, ética, pacifismo e moral. Seus pontos de vista foram se modificando ao longo de sua vida (morreu meses antes de completar 98 anos). O artigo Visão de Bertrand Russell sobre a sociedade cobre algumas destas etapas e pontos de vista do filósofo, matemático e ativista social, a partir de seus primeiros escritos em 1896 bem como seu ativismo político e social em longo prazo até sua morte em fevereiro de 1970. Em sua obra "Caminhos para a liberdade", Russell propõe um novo modelo de sociedade baseado em valores como justiça social, máxima liberdade individual e mínimo de controle e opressão de poderes centrais sobre os indivíduos, porém com grande papel do estado para assuntos econômicos e financeiros. Seus pensamentos são baseados no socialismo de guilda e no anarquismo.
| “ | O sistema que preconizamos é uma forma de socialismo de guilda, tendendo mais talvez para o anarquismo do que o aprovariam inteiramente seus defensores oficiais. É nas questões que os políticos habitualmente ignoram - ciência, arte, relações humanas e alegria de viver - que o anarquismo se mostra mais forte, e é principalmente por causa delas que incluímos em nossa discussão certas propostas mais ou menos anarquistas, como por exemplo, o 'salário do ócio'. É por seus efeitos fora da economia e da política, ao menos tanto quanto por seus efeitos nelas, que um sistema social deve ser julgado. E, se o socialismo um dia vier, é provável que só se revele benéfico se os bens de natureza não econômica forem valorizados e conscientemente procurados. | ” |

## Ativismo
Política e ativismo social ocuparam grande parte do tempo de Russell durante maior parte de sua longa vida, o que torna sua escrita prodigiosa e seminal em uma ampla gama de assuntos, técnicos e não-técnicos, todos bastante notáveis.
Russell manteve-se politicamente ativo até o fim de sua vida, escrevendo para os líderes mundiais exortando-os a respeito de causas que defendia emprestando seu nome a elas. Alguns sustentam que durante seus últimos anos ele deu a seus jovens seguidores licença demais e que usaram seu nome para propósitos estranhos que não teriam sido aprovados por um Russell mais atento. Há evidências que mostram que ele se tornou ciente disso quando demitiu seu secretário particular, Ralph Schoenman, então um jovem agitador de esquerda radical.

### Pacifismo, guerra e armas nucleares
Russell nunca foi um completo pacifista. Ele resistiu a guerras específicas cujas motivações eram contrárias aos interesses da civilização e, portanto, imorais. Embora em seu artigo de 1915 intitulado "The Ethics of War", Russell tenha defendido guerras da colonização, por motivos utilitários, em 1918 já havia mudado de posição abandonando o nacionalismo moderado de anos anteriores em favor do pacifismo. Seu novo posicionamento foi mal recebido pelas autoridades britânicas que o fizeram passar por uma temporada na prisão, conforme narra em seu livro "Portraits from memory" de 1958. Na ocasião em que esteve encarcerado escreveu "Introduction to mathematical philosophy".
O ativismo de Russell contra a participação britânica na Primeira Guerra Mundial levaram-no a multas, perda de liberdade de circulação no Reino Unido e à não renovação de sua bolsa de estudos na Trinity College, Cambridge. Ele acabou sendo condenado à prisão em 1918 por interferir na política externa britânica - argumentou que os trabalhadores britânicos devem ser cautelosos com o Exército dos Estados Unidos, pois eles tinham experiência em furar greves. Russell foi libertado depois de cumprir seis meses, mas foi ainda supervisionado de perto até o fim da guerra conforme escreve em "Bertrand Russell e os pacifistas na Primeira Guerra Mundial".
Em 1943, Russell marcou sua posição em relação à guerra com o ensaio: "Relative political pacifism". Ele afirmou que a guerra sempre foi um grande mal, mas em algumas circunstâncias particularmente extremas (como quando Adolf Hitler ameaçou dominar a Europa), afirmou que a guerra - por exemplo, contra o nazismo - poderia ser um mal menor. Nos anos que antecederam a Segunda Guerra Mundial, ele apoiou a política de apaziguamento, mas em 1940 reconheceu que, a fim de preservar a democracia, Hitler tinha de ser derrotado. Este mesmo compromisso, relutante, de valor foi compartilhado por seu conhecido A. A. Milne em "Os Dilemas da pacifistas britânicos durante a Segunda Guerra Mundial".
Russell opôs-se constantemente à existência de armas nucleares desde a sua primeira utilização. No entanto, houve uma controversa discussão entre diferentes personalidades da época (décadas de 40 a 60) que ventilaram uma notícia, posteriormente negada por Russell, de que deveria haver um ataque preventivo do ocidente a países comunistas que tentavam obter a tecnologia de armas nucleares, dentre eles o ex-Chancellor of the Exchequer (Ministro da Fazenda do Reino Unido) Nigel Lawson. Nicholas Griffin, da Universidade McMaster, em seu livro The Selected Letters of Bertrand Russell: The Public Years, 1914–1970, (depois de obter uma transcrição do discurso), afirmou que os Estados Unidos e a União Soviética estavam caminhando para um conflito nuclear aberto; neste contexto, Russell teria defendido não o real o uso da bomba atômica, mas o seu uso diplomático como uma fonte enorme de influência para desencorajar a proliferação de novas armas nucleares. Russell teve a oportunidade de esclarecer o caso alegando que defendia o desarmamento mútuo, tanto pelos EUA quanto pela URSS, potências nucleares, de modo que cedessem seus arsenais a alguma forma de governo mundial.
Em 1955, Russell lançou o Manifesto Russell-Einstein, co-assinado por Albert Einstein e outros nove cientistas e intelectuais, um documento que levou à primeira das Conferências Pugwash sobre Ciência e Assuntos Mundiais em 1957. Em 1958, Russell tornou-se o primeiro presidente da Campanha pelo Desarmamento Nuclear. Demitiu-se dois anos mais tarde, quando o CDN não o apoiou em um ato de desobediência civil, e formou o Comitê dos 100. Com quase noventa anos, em setembro de 1961 ele foi preso por uma semana por incitar a desobediência civil, por ter participado de uma grande manifestação chamada ban-the-bomb no Ministério da Defesa, mas a sentença foi anulada por conta de sua idade.
Durante a Crise dos mísseis de Cuba, Russell enviou telegramas tanto para o Presidente dos Estados Unidos John F. Kennedy, quanto para Nikita Khrushchev da URSS. Foram contactados também o Secretário-Geral U Thant e primeiro-ministro britânico Harold Macmillan. Seus telegramas eram bastante críticos em relação a Kennedy, que ele já havia apontado anteriormente como "mais perigoso do que Hitler"; e tolerantes com Khrushchev. Khrushchev respondeu com uma longa carta, publicada pela agência de notícias russa ITAR-TASS, que foi dirigida principalmente aos Kennedy e ao mundo ocidental.
Cada vez mais preocupados com o perigo potencial para a humanidade decorrente de armas nucleares e outras descobertas científicas, Russell também se juntou a Albert Einstein, Robert Oppenheimer, Joseph Rotblat e outros cientistas eminentes da época para estabelecer a Academia Mundial de Arte e Ciência, que foi formalmente constituída em 1960.
A Fundação Bertrand Russell para a paz e sua editora Spokesman Books começaram em 1963 começaram seus trabalhos para levar adiante as propostas de Russell pela paz, direitos humanos e justiça social. Ele começou a oposição pública à política dos EUA no Vietnã com uma carta ao The New York Times, de 28 de Março de 1963. No outono de 1966, ele havia terminado o manuscrito Crimes de Guerra no Vietnã. Em seguida, usando as justificativas dos norte-americanos para o Tribunal de Nuremberg, Russell e Jean-Paul Sartre, organizaram o que ele chamou de tribunal internacional de crimes de guerra, o  Tribunal Russell.
Russell criticou as declarações oficiais sobre o assassinato de John F. Kennedy no artigo 16 Perguntas Sobre o Assassinato, de 6 de setembro de 1964.

### Comunismo e socialismo
Russell inicialmente manifestou grande esperança na "experiência comunista." No entanto, quando visitou a União Soviética e conheceu Vladimir Lenin em 1920, ele ficou impressionado com o sistema em vigor. Em seu retorno, escreveu um tratado crítico, A prática e a teoria do bolchevismo. Ele era "infinitamente infeliz nesta atmosfera sufocada por seu utilitarismo, a sua indiferença ao amor, à beleza e ao impulso de vida". Russell acreditava que Lenin era como um tipo de religioso fanático, frio e sem "nenhum amor pela liberdade".
Ele foi um forte crítico do regime de Joseph Stalin e referia-se ao marxismo como um "sistema de dogmas". Entre 1945 e 1947, juntamente a A. J. Ayer e George Orwell, ele contribuiu com uma série de artigos para a Polemic, uma revista de filosofia, psicologia e estética - que teve curta duração - editada pelos ex-comunistas Humphrey Slater.
Russell era um consistente entusiasta da democracia e do governo mundial, e defendeu a criação de um governo democrático internacional em alguns dos ensaios reunidos em O Elogio ao Ócio (1935), bem como em Has Man a Future? (1961). Também discutiu a questão de um governo mundial em uma série de palestras intituladas "Why Men Fight" (1916).
 Aquele que acredita como eu, que o intelecto livre é o principal motor do progresso humano, não pode deixar de ser fundamentalmente contra tanto ao bolchevismo, quanto à Igreja de Roma. As esperanças que inspiram comunismo são, em geral, tão admiráveis quanto aquelas instiladas pelo Sermão da Montanha, mas eles são postos em prática com fanatismo e tendem portanto a fazer muito mal Original {{{{{língua}}}}}:  The Practice and Theory of Bolshevism, 1920, pg. 118— . Bertrand Russell 
 De minha parte, enquanto eu estiver convencido de ser um socialista assim como o mais ardente marxista, eu não considero o socialismo como um evangelho de vingança do proletariado, nem mesmo, "principalmente", como um meio de assegurar a justiça econômica. Considero o socialismo como sendo principalmente um ajuste da produção das máquinas com base em considerações de bom senso, e calculado para aumentar a felicidade, não só de proletários, mas de todos, exceto uma pequena minoria da raça humana que insistirá em combater este novo modelo de maneira tão radical que não será possível estabelecer um novo mundo sem que tal grupo seja derrotado. Bertrand Russell— "The Case for Socialism" (In Praise of Idleness, 1935, pg. 81)
 Os métodos modernos de produção nos deram a possibilidade de facilidade e segurança para todos: temos escolhido, em vez disso, ter excesso de trabalho para alguns e fome para os outros. Até agora, nós continuamos a ser tão ativos quanto como éramos antes de haverem as máquinas, nisso fomos tolos, mas não há nenhuma razão para continuarmos sendo tolos para sempre Original {{{{{língua}}}}}:  In Praise of Idleness, 1935, pg.. 15—  Bertrand Russell 

### Sufrágio feminino
Quando jovem, Russell era um membro da Partido Liberal Britânico e escreveu em favor do sufrágio feminino. Em seu panfleto de 1910, ansiedades Anti-Suffragist, Russell escreveu que alguns homens que se opunham ao sufrágio o faziam porque "...têm medo de que a liberdade deles para agir de maneiras tão prejudiciais para as mulheres fosse reduzida." Em maio de 1907, Russell concorreu para o Parlamento Britânico levantando a bandeira do sufrágio feminino, mas não foi eleito.

### Sexualidade
Russell escreveu contra a noção de moralidade vitoriana. O livro O casamento e a moral (1929) expressou sua opinião de que o sexo entre um homem e uma mulher que não são casados entre si não é necessariamente imoral se eles realmente se amam, e defendeu "casamentos experimentais" ou "casamentos de companheirismo" - as relações em que os jovens poderiam legitimamente ter relações sexuais sem serem, a longo prazo, obrigados a manterem-se casados ou a terem filhos - ante uma ideia proposta pela primeira vez pelo juiz Ben Lindsey) formalizada na época. Russell também foi um dos primeiros intelectuais a defender abertamente a educação sexual e amplo acesso a métodos contraceptivos. Defendia ainda a facilitação do divórcio, mas somente no caso de casamentos sem filhos - a visão de Russell era de que os pais deveriam permanecer casados mas tolerantes à infidelidade sexual caso tivessem filhos. Russell também foi um ativo defensor dos direitos dos homossexuais, sendo um dos signatários da carta de A.E. Dyson de 1958 para o The Times pedindo uma mudança na lei sobre práticas homossexuais, que foram parcialmente legalizados em 1967, quando Russell ainda estava vivo.

## Decálogo

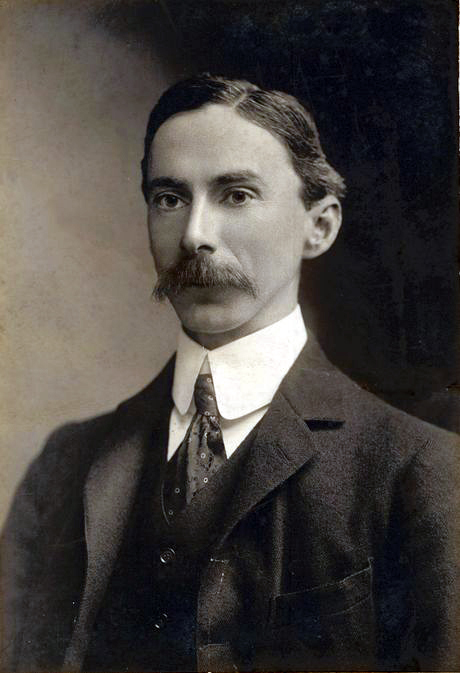
Bertrand Russell em 1907

Russell propôs, em sua autobiografia, um "código de conduta" liberal baseado em dez princípios, à maneira do decálogo cristão. "Não para substituir o antigo", diz Russell, "mas para complementá-lo". Os dez princípios são:
1. Não tenhas certeza absoluta de nada.
2. Não consideres que valha a pena proceder escondendo evidências, pois as evidências inevitavelmente virão à luz.
3. Nunca tentes desencorajar o pensamento, pois com certeza tu terás sucesso.
4. Quando encontrares oposição, mesmo que seja de teu cônjuge ou de tuas crianças, esforça-te para superá-la pelo argumento, e não pela autoridade, pois uma vitória que depende da autoridade é irreal e ilusória.
5. Não tenhas respeito pela autoridade dos outros, pois há sempre autoridades contrárias a serem achadas.
6. Não uses o poder para suprimir opiniões que consideres perniciosas, pois as opiniões irão suprimir-te.
7. Não tenhas medo de possuir opiniões excêntricas, pois todas as opiniões hoje aceitas foram um dia consideradas excêntricas.
8. Encontra mais prazer em desacordo inteligente do que em concordância passiva, pois, se valorizas a inteligência como deverias, o primeiro será um acordo mais profundo que a segunda.
9. Seja escrupulosamente verdadeiro, mesmo que a verdade seja inconveniente, pois será mais inconveniente se tentares escondê-la.
10. Não tenhas inveja daqueles que vivem num paraíso dos tolos, pois apenas um tolo o consideraria um paraíso.

## Principais obras publicadas
- 1896, German Social Democracy, London: Longmans, Green.
- 1897, An Essay on the Foundations of Geometry, Cambridge: At the University Press.
- 1900, A Critical Exposition of the Philosophy of Leibniz, Cambridge: At the University Press.
- 1910, Philosophical Essays, London: Longmans, Green.
- 1910–1913, Principia Mathematica (com Alfred North Whitehead), 3 vols., Cambridge: At the University Press.
- 1912, The Problems of Philosophy, London: Williams and Norgate.(Os problemas da filosofia, trad. Jaimir Conte).
- 1914, Our Knowledge of the External World, Chicago and London: Open Court Publishing.
- 1916, Principles of Social Reconstruction, London: George Allen & Unwin.
- 1916, Justice in War-time, Chicago: Open Court.
- 1918, Mysticism and Logic and Other Essays, London: Longmans, Green.
- 1918, Roads to Freedom: Socialism, Anarchism, and Syndicalism (no Brasil, Caminhos para a liberdade), London: George Allen & Unwin.
- 1919, Introduction to Mathematical Philosophy, London: George Allen & Unwin,
- 1923, The Prospects of Industrial Civilization (em colaboração com Dora Russell), London: George Allen & Unwin.
- 1923, The ABC of Atoms, London: Kegan Paul, Trench, Trubner.
- 1924, Icarus, or the Future of Science, London: Kegan Paul, Trench, Trubner.
- 1925, The ABC of Relativity, London: Kegan Paul, Trench, Trubner.
- 1925, What I Believe, London: Kegan Paul, Trench, Trubner.
- 1926, On Education, Especially in Early Childhood, London: George Allen & Unwin.
- 1927, The Analysis of Matter, London: Kegan Paul, Trench, Trubner.
- 1927, An Outline of Philosophy, London: George Allen & Unwin.
- 1929, Marriage and Morals, London: George Allen & Unwin.
- 1930, The Conquest of Happiness, London: George Allen & Unwin.
- 1931, The Scientific Outlook, London: George Allen & Unwin.
- 1932, Education and the Social Order, London: George Allen & Unwin.
- 1934, Freedom and Organization, 1814–1914, London: George Allen & Unwin.
- 1935, In Praise of Idleness, London: George Allen & Unwin.
- 1935, Religion and Science, London: Thornton Butterworth.
- 1936, Which Way to Peace?, London: Jonathan Cape.
- 1937, The Amberley Papers: The Letters and Diaries of Lord and Lady Amberley (com Patricia Russell), 2 vols., London: Leonard & Virginia Woolf at the Hogarth Press.
- 1938, Power: A New Social Analysis, London: George Allen & Unwin.
- 1940, An Inquiry into Meaning and Truth, New York: W. W. Norton & Company.
- 1946, History of Western Philosophy, New York: Simon and Schuster.
- 1948, Human Knowledge: Its Scope and Limits, London: George Allen & Unwin.
- 1949, Authority and the Individual, London: George Allen & Unwin.
- 1950, Unpopular Essays, London: George Allen & Unwin.
- 1951, New Hopes for a Changing World, London: George Allen & Unwin.
- 1952, The Impact of Science on Society, London: George Allen & Unwin. ISBN 0-415-10906-X.
- 1953, Satan in the Suburbs and Other Stories(contos), London: George Allen & Unwin.
- 1954, Human Society in Ethics and Politics, London: George Allen & Unwin.
- 1954, Nightmares of Eminent Persons and Other Stories, London: George Allen & Unwin.
- 1956, Portraits from Memory and Other Essays, London: George Allen & Unwin.
- 1956, Logic and Knowledge: Essays 1901–1950, London: George Allen & Unwin.
- 1957, Why I Am Not a Christian, London: George Allen & Unwin.
- 1958, Understanding History and Other Essays, New York: Philosophical Library.
- 1959, Common Sense and Nuclear Warfare, London: George Allen & Unwin.
- 1959, My Philosophical Development, London: George Allen & Unwin.
- 1959, Wisdom of the West, London: Macdonald.
- 1961, Fact and Fiction, London: George Allen & Unwin.
- 1961, Has Man a Future?, London: George Allen & Unwin.
- 1963, Essays in Skepticism, New York: Philosophical Library.
- 1963, Unarmed Victory, London: George Allen & Unwin.
- 1965, On the Philosophy of Science, Indianapolis: The Bobbs-Merrill Company.
- 1967, Russell's Peace Appeals, Japan: Eichosha's New Current Books.
- 1967, War Crimes in Vietnam, London: George Allen & Unwin.
- 1967–1969, The Autobiography of Bertrand Russell, 3 vols., London: George Allen & Unwin.